# Żabno (Grande-Pologne)
Pour les articles homonymes, voir Żabno (homonymie).
Żabno (prononciation : [ˈʐabnɔ]) est un village polonais de la gmina de Brodnica dans le powiat de Śrem de la voïvodie de Grande-Pologne dans le centre-ouest de la Pologne.
Il se situe à environ 8 kilomètres au nord de Brodnica (siège de la gmina), à 15 kilomètres au nord-ouest de Śrem (siège du powiat) et à 25 kilomètres au sud de Poznań (capitale régionale).

## Histoire
De 1975 à 1998, le village faisait partie du territoire de la voïvodie de Poznań.

Depuis 1999, Żabno est situé dans la voïvodie de Grande-Pologne.